# Gutshaus Roskow
Das Gutshaus in Roskow (auch Schloss Roskow) ist ein schlossähnliches Herrenhaus im Dorf Roskow im Landkreis Potsdam-Mittelmark in Brandenburg. Es wurde in der ersten Hälfte des 18. Jahrhunderts im Stil des Barock gebaut und war bis zur Enteignung 1945 im Familienbesitz der Familie von Katte. Das Gebäude ist als Baudenkmal ausgewiesen. Ebenfalls zum Baudenkmal gehört das ehemalige Gutsbeamtenhaus.

## Geschichte

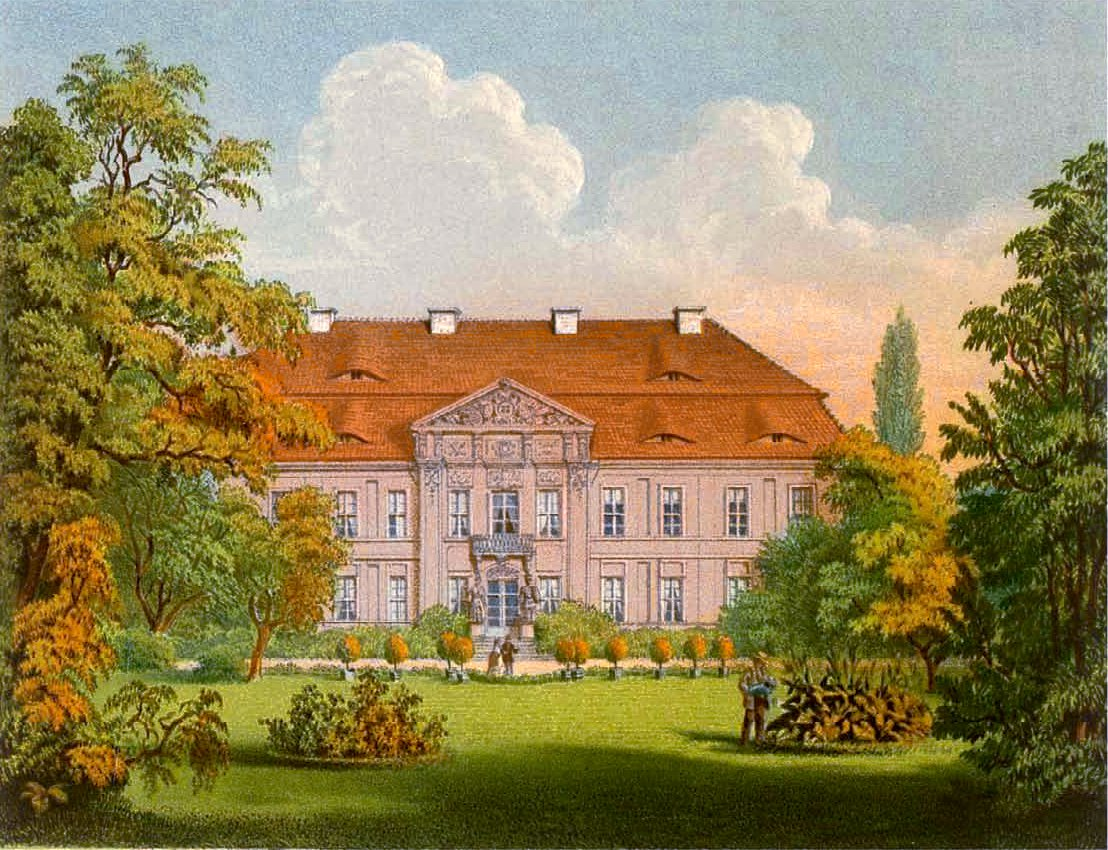
Das Gutshaus im 19. Jh., um 1859/60, (Sammlung Duncker)

1270 überschrieb Markgraf Otto IV. in einer Urkunde die Kirche des Dorfes „Roscowe“ dem Kloster Spandau. Später kam das Rittergut in den Besitz der Familie von Bredow, die auch die Ober- und Niedergerichtsbarkeit innehatte. Nach 1650 verkaufte sie es an Hans Christoph von Katte, in dessen Familienbesitz es bis 1945 blieb. Bekanntester Katte auf Roskow war damals Joachim Ehren(t)reich von Katte (1660–1694), Domherr von Brandenburg.
Das heutige Gutshaus wurde zwischen 1723 und 1727 für Christoph III. von Katte errichtet, dem Enkel des genannten Domherrn. Ihm folgte später der unvermählt gebliebene Christoph George Hellmuth Philipp von Katte (1771–1801) auf Roskow, danach dessen Neffe, Albert von Katte-Roskow (1798–1869). Dieser wurde Gutsherr und Ritterschaftsrat, unterstand in letztgenannter Funktion der Hauptritterschaftsdirektion im Kur- und Neumärkisches Ritterschaftliches Kreditinstitut zu Berlin. Der Umfang der Begüterung blieb über die Zeiten stabil. Das Generaladressbuch der Rittergutsbesitzer weist 1879 genau 506 ha aus. Ein größerer Umbau fand zwischen den Jahren 1880 und 1890 statt, bei dem reiche architektonische Verzierungen zugefügt wurden. Der Umbau ist dem Fideikommissherrn, Oberstleutnant Max von Katte-Roskow-Vieritz (1836–1902) zuzuschreiben. Er war auch Ritter des traditionsreichen Johanniterorden. Ende der 1920er Jahre betrug die Gutsgröße 575 ha und wurde durch einen Oberinspektor geführt. Eigentümer war Dr. jur. Albert von Katte-Roskow (1887–1945).
Nach dem Zweiten Weltkrieg 1945 wurde das Schloss samt dem Rittergut mit einer landwirtschaftlichen Fläche von 575 Hektar im Zuge der Bodenreform durch die sowjetische Verwaltung enteignet. Besitzer war zu dieser Zeit Albert von Katte. Das Gutshaus wurde zunächst unter anderem als Unterkunft für Flüchtlinge genutzt. Später wurde das Gebäude Schulhaus der Polytechnischen Oberschule. Diese trug den Namen „Fritz Schmenkel“. 1968 erfolgte im Zusammenhang mit der Nutzung als Schule eine Renovierung des Gebäudes. Nach dem Ende der DDR wurde im Land Brandenburg der polytechnische Gesamtschulunterricht abgeschafft und 1992 die Schule zu einer Grundschule umgewandelt. Aufgrund sinkender Schülerzahlen und eines erheblichen Sanierungsbedarfs gab die Grundschule Roskow das Gebäude 2004 auf.
Nach einigen Jahren Leerstand erwarb 2010 Bodo Krug von Nidda, Sohn der Gisela geb. von Katte, das Anwesen nebst Park von der Gemeinde. Er begann mit der Innensanierung und bewirtschaftet das Schloss seither als Veranstaltungszentrum unter dem Namen „Kulturschloss Roskow“ für Kulturveranstaltungen, Kunstausstellungen und private Feiern. Das ehemalige Gutsbeamtenhaus wird von der Gemeinde und für privates Gewerbe (u. a. ein Friseursalon) genutzt.

## Bauwerke

### Gutshaus

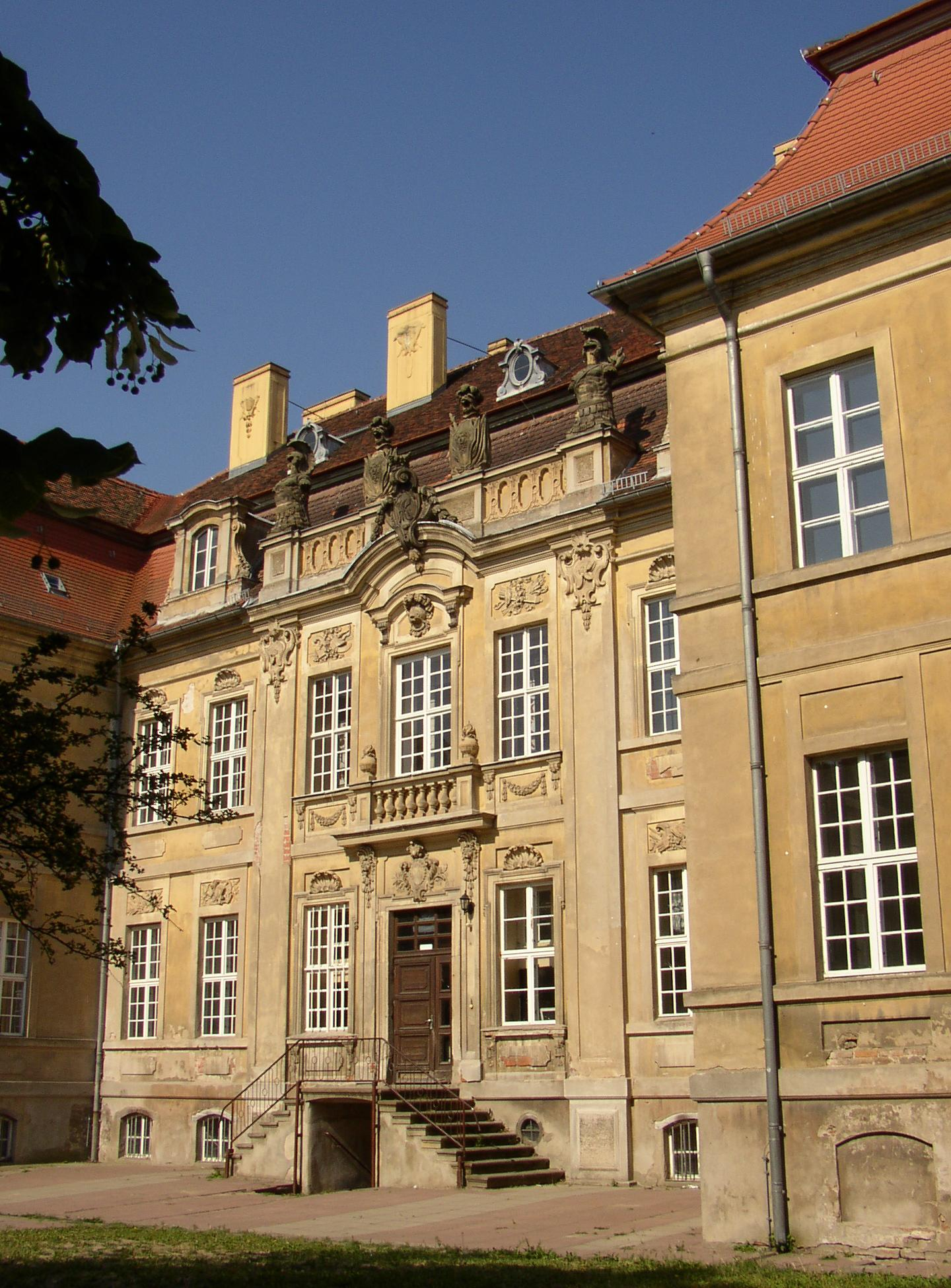
Hauptportal im Ehrenhof

Das Gutshaus ist ein dreiflügliger und zweistöckiger Bau. Mit dem nördlichen Seitenflügel steht es an der Dorfstraße. Das zentrale Hauptportal, welches über eine achtstufige zu den Seiten ausgerichtete Freitreppe zu erreichen ist, zeigt nach Osten. Über dem Hauptportal befindet sich ein kleines Oberlicht. Beidseits des Eingangs befinden sich im zentralen Gebäudeteil jeweils drei rechteckige Sprossenfenster, welche wie auch das Portal und Fenster im Obergeschoss schmuckhaft bekrönt sind. So finden sich beispielsweise Rocaillen. Weiterhin findet man über dem Portal die Jahreszahl 1727 eingearbeitet. Im Obergeschoss befindet sich über dem Eingang ein Blendbalkon. Vertikal wird sie durch Pilaster, horizontal durch Gesimse gegliedert.

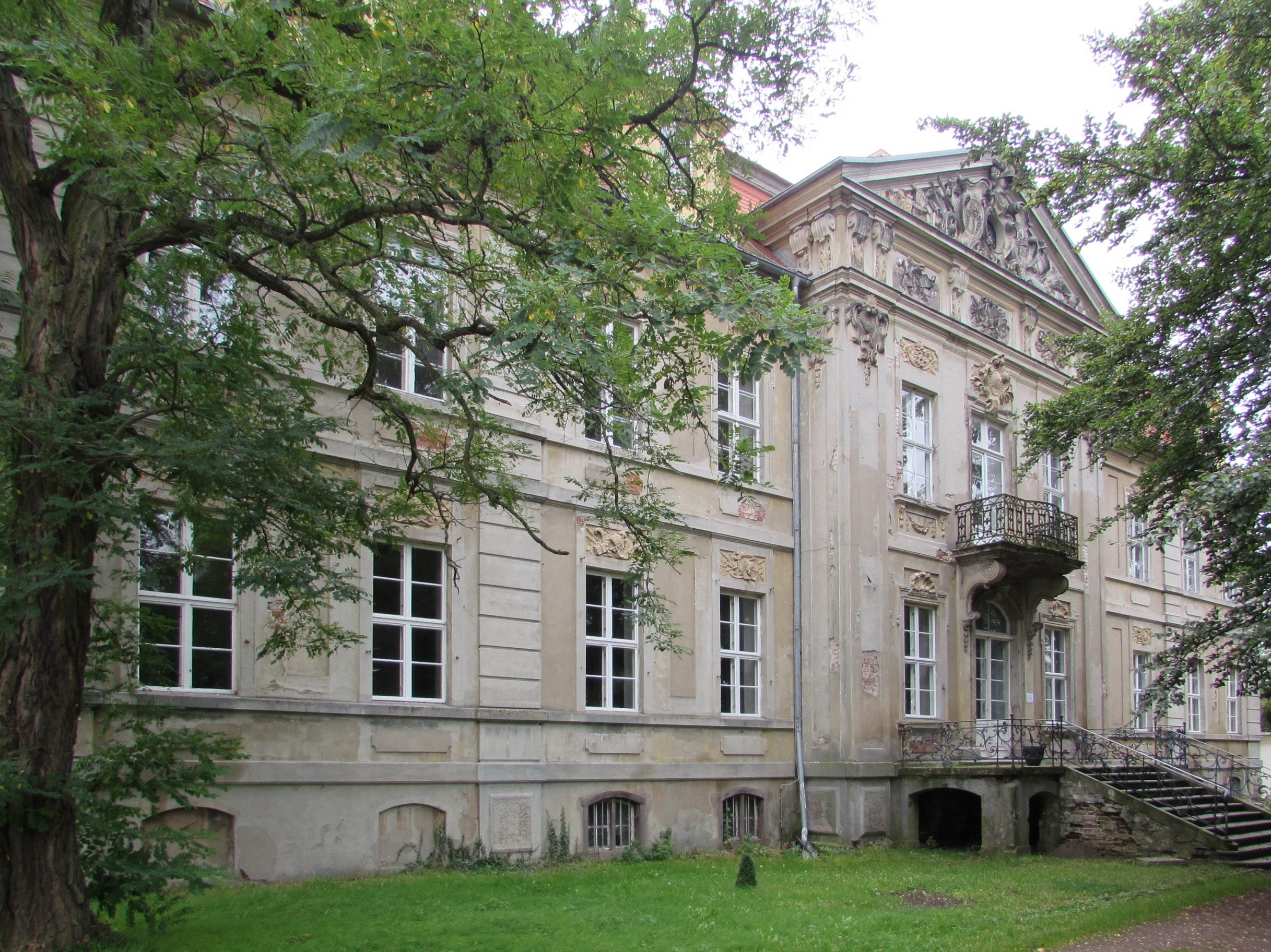
Gartenseite

Die beiden Seitenflügel sind um die Breite etwa dreier Fenster gegenüber der Ostfassade vorspringend. Jeweils ein Fenster weist nach innen zum Portal. Nach Osten und zu den Seiten wurden in den Flügeln neben Fenstern teilweise auch Blendfenster eingearbeitet. Auf der Westseite zum Schloss- oder Gutshauspark befindet sich ein Mittelrisalit mit einem weiteren Portal und eine breite elfstufige Freitreppe. Im Obergeschoss gibt es einen Balkon mit gusseiserner Brüstung. Der Risalit zeigt einen stark verzierten klassischen Dreiecksgiebel. Auf der Westseite gibt es einige Lisenen und Gesimse zur vertikalen und horizontalen Gliederung der Fassade. Auch finden sich hier wiederum Roncaillen.
Das mit roten Biberschwänzen eingedeckte Dach des Gutshauses ist ein Mansarddach. In diesem gibt es nach Osten und nach Westen mehrere verzierte Dachgauben. Auch die Schornsteine sind verziert. Die Fenster der Gauben sind ebenso wie die Fenster des Kellergeschosses korbbogig. Der Fassadenputz hat einen gelblich-grauen Farbton.

### Gutsbeamtenhaus

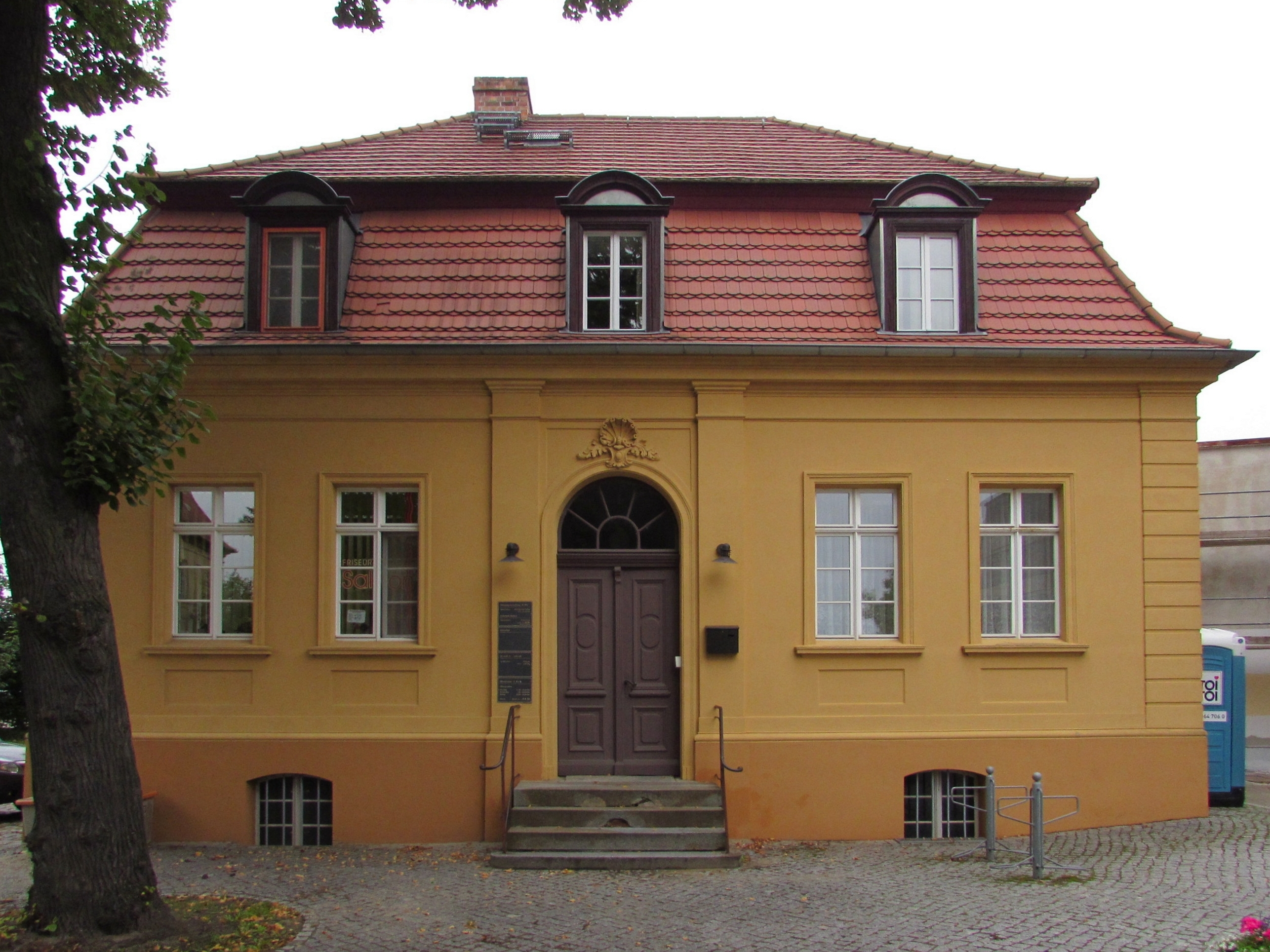
Das Gutsbeamtenhaus

Zum Baudenkmal gehört neben dem Schloss das ehemalige Gutsbeamtenhaus an der Dorfstraße gegenüber. Dies ist ein eingeschossiger Bau. Das über eine vierstufige Freitreppe zu erreichende rundbogige Portal ist nach Süden ausgerichtet. Es besitzt ein Oberlicht und ist von einer Rocaille bekrönt. Die Rechteckfenster sind zweistufig umrandet. In der Westfassade springt der südliche Gebäudeteil etwas lisenenartig hervor. Auf der Ostseite gibt es neben einem Fenster ein einzelnes Blendfenster. Als Schmuckelemente fanden ein schlichtes Traufgesims und gequaderte Ecklisenen Verwendung. Das Dach ist, wie das des Gutshauses, ein Mansarddach. Es ist mit roten Biberschwänzen eingedeckt und hat ebenfalls mehrere Dachgauben. Deren Giebel sind rundbogig mit seitlichen Giebelohren, die Fenster sind Rechteckfenster. Der Fassadenanstrich hat einen orange- bis braunfarbenen Ton. Die Fenster des Kellergeschosses sind korbbogig gestaltet. Nördlich schließt sich ein Nebenhaus an das Gebäude an.